# Haplochromis nubilus
Haplochromis nubilus es una especie de peces de la familia Cichlidae en el orden de los Perciformes.

## Morfología
Los machos pueden llegar alcanzar los 9,3 cm de longitud total.

## Distribución geográfica
Se encuentra en los lagos Victoria,  Kyoga,  Nabugabo,  Edward,  George,  Kachira,  Navakali,  Kijanebalola y en muchos ríos de la misma zona (África Oriental).